# Dead Reflection
Dead Reflection è il nono album in studio del gruppo musicale canadese Silverstein, pubblicato nel 2017.

## Tracce
1. Last Looks – 2:53
2. Retrograde – 3:11
3. Lost Positives – 3:42
4. Ghost – 3:31
5. Aquamarine – 3:44
6. Mirror Box – 3:48
7. Demons – 3:02
8. The Afterglow – 3:08
9. Cut and Run – 2:52
10. Secret's Safe – 3:43
11. Whiplash – 2:58
12. Wake Up – 4:48